# Place Pigalle
Place Pigalle (Pigallovo náměstí) je náměstí v Paříži. Nachází se v 9. obvodu. Pod náměstím leží stanice metra Pigalle.

## Poloha
Půlkruhové náměstí o průměru asi 70 m leží na úpatí Montmartru u Boulevardu de Clichy. Na náměstí směřují ulice Avenue Frochot, Rue Frochot, Rue Jean-Baptiste-Pigalle, Rue Duperré a Boulevard de Clichy.

## Historie
Náměstí bylo pojmenováno po francouzském sochaři Jean-Baptistu Pigallovi (1714–1785) a je známé více jako čtvrť Pigalle.
Na náměstí a v přilehlých ulicích se na konci 19. století nacházely umělecké ateliéry a literární kavárny, z nichž nejznámější byla Nouvelle Athènes.